# 1887 en Suisse
Chronologie de la Suisse
- 1883
- 1884
- 1885
- 1886
- 1887
- 1888
- 1889
- 1890
- 1891

Chronologie de la Suisse
1886 en Suisse - 1887 en Suisse - 1888 en Suisse

## Gouvernement au1erjanvier 1887
- Conseil fédéral[1]
  - Numa Droz (PRD), président de la Confédération
  - Bernhard Hammer (PRD), vice-président de la Confédération
  - Louis Ruchonnet (PRD)
  - Emil Welti (PRD)
  - Walter Hauser (PRD)
  - Karl Schenk (PRD)
  - Adolf Deucher (PRD)

## Évènements

### Janvier
Samedi 1er janvier 
- Entrée en vigueur de la loi fédérale sur le commerce des déchets d'or et d'argent.
- Entrée en vigueur de la loi fédérale concernant les mesures à prendre contre les épidémies offrant un danger général.

 Vendredi 21 janvier 
- Décès à Bâle, à l’âge de 75 ans, de Friedrich Miescher, professeur aux universités de Berne et de Bâle.

### Mars
Mercredi 2 mars 
- Décès à Morges (VD), à l’âge de 73 ans, de François Forel, ancien président de la Société d'histoire de la Suisse romande.

 Mardi 15 mars 
- Entrée en vigueur de la loi fédérale concernant le landsturm de la Confédération suisse.

### Avril
- 28 avril : article de la Constitution sur la protection des inventions.

 Samedi 30 avril 
- Décès à Nice, à l’âge de 79 ans, du mécène et politicien lausannois Edouard Dapples.
- à Sils im Domleschg, un incendie détruit 125 maisons.

### Mai
Dimanche 15 mai 
- Votations fédérales. Le peuple approuve, par 267 122 oui (65,9 %) contre 138 496 non (34,1 %), la Loi concernant sur les spiritueux.

 Vendredi 27 mai 
- Entrée en vigueur le la loi fédérale concernant les spiritueux.

 Samedi 28 mai 
- Décès à Genève, à l’âge de 77 ans, du banquier Alexandre Lombard.

### Juillet
Mardi 5 juillet 

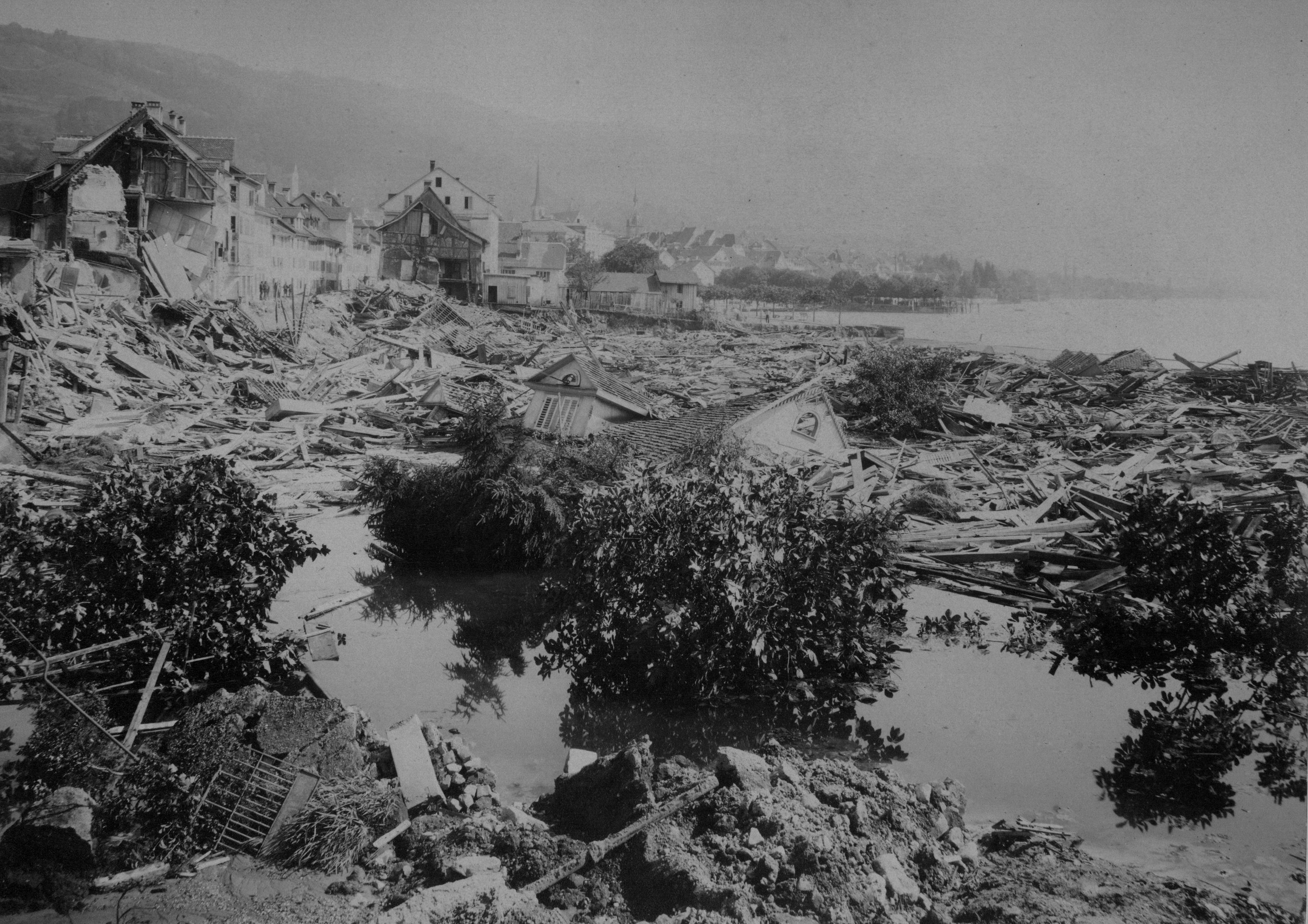
5 juillet : catastrophe de Zoug

- Une quarantaine de maisons de Zoug s’effondrent dans le lac. On dénombre 11 morts et 19 blessés.

 Dimanche 10 juillet 
- Votations fédérales. Le peuple approuve, par 203 506 oui (77,9 %) contre 57 862 non (22,1 %), le complément à l'article 64 de la constitution fédérale.

 Vendredi 22 juillet 
- Mise un service d’une liaison par bateau sur le lac de Bienne, entre La Neuveville et Cerlier (BE).

 Dimanche 24 juillet 
- Ouverture du Tir fédéral à Genève.
- Décès à Lucerne, à l’âge de 74 ans, de l’écrivain August Feierabend.

### Août
Mercredi 10 août 
- Décès à Lausanne, à l’âge de 74 ans, du numismate Arnold Morel-Fatio.

 Mardi 30 août 
- Entrée en vigueur de la loi fédérale concernant le transfert en 1888 du recensement général de la population en Suisse.

### Septembre
Jeudi 8 septembre 
- Décès à Berne, à l’âge de 70 ans, du fabricant d’horlogerie Louis-Victor Baume.

 Samedi 11 septembre 
- Ouverture de la Ve Exposition Suisse d’agriculture à Neuchâtel. (Expo du 11 au 20.09.1887)

 Jeudi 29 septembre 
- Décès à Muri (BE), à l’âge de 79 ans, d’August von Gonzenbach, ancien chancelier de la Confédération.

### Octobre
- 23 octobre : à la suite d'un scandale bancaire, le canton de Soleure se dote d'une nouvelle constitution.

### Novembre
Vendredi 25 novembre 
- Décès à Bâle, à l’âge de 71 ans, de Johann Jakob Bachofen, spécialiste du droit romain.

 Dimanche 27 novembre 
- Fête d’inauguration des eaux à La Chaux-de-Fonds (NE).